# Коробіха
Коробі́ха (каз. Коробиха) — село у складі Катон-Карагайського району Східноказахстанської області Казахстану. Адміністративний центр Коробіхинського сільського округу.
Населення — 330 осіб (2021; 552 у 2009, 881 у 1999, 1024 у 1989).
Національний склад станом на 1989 рік:
- росіяни — 100 %